# Тюменский нефтеперерабатывающий завод
Тюменский нефтеперерабатывающий завод (до 2021 года — Антипинский нефтеперерабатывающий завод) — российский нефтеперерабатывающий завод, расположенный в промышленной зоне города Тюмени (вблизи микрорайона Антипино). В 2016 году согласно рейтингу Forbes предприятие заняло 43-е место по размеру выручки среди 200 крупнейших частных компаний России. До 2021 года назывался «Антипинский нефтеперерабатывающий завод».

## История
ЗАО «Антипинский НПЗ» было основано в июле 2004 года (в октябре 2015 года переименовано в АО «Антипинский НПЗ»). В ноябре 2006 года была введёна в эксплуатацию первая очередь НПЗ проектной мощностью 400 тысяч тонн в год перерабатываемой нефти. Строительство завода шло при поддержке тогдашнего губернатора Тюменской области Сергея Собянина.
Как утверждается на сайте предприятия, это единственный частный, независимый от вертикально-интегрированных нефтяных компаний крупный нефтеперерабатывающий завод, построенный с нуля в постсоветское время. Мощность переработки составляет 7.5 млн тонн нефти в год, качество выпускаемого дизельного топлива соответствует стандарту «Евро-5». В 2016 году после ввода в эксплуатацию установки глубокой переработки мазута глубина переработки достигла 98 %.
В мае 2019 года Антипинский НПЗ приостановил свою работу из-за недостатка оборотного капитала. В июле 2019 года завод возобновил работу, перейдя под контроль Сбербанка и группы отраслевых инвесторов.
После банкротства, в мае 2021 года, завод был продан на конкурсных торгах. Покупателем стало ООО «Русинвест» — компания с уставным капиталом в 10 тысяч рублей, принадлежащей заместителю председателя совета директоров банка «Авангард» Анатолию Яблонскому. НПЗ был приобретён за стартовую цену 110,867 млрд руб. В том же году для управления заводом был создан филиал компании ООО «Русинвест — Тюменский НПЗ».

## Акционерный капитал
Завод был основан бизнесменом Дмитрием Мазуровым, который владел 80 % акций предприятия. Другая доля завода — 20 % — принадлежала адвокату Николаю Егорову (по данным на 2015 год). Также известно, что опцион на ещё 25 % НПЗ получил Владимир Калашников (Егоров и Калашников описываются СМИ как однокурсник Владимира Путина и товарищ Сергея Собянина соответственно).
В 2019 году Сбербанк стал мажоритарным акционером Антипинского НПЗ (80 %), который ранее контролировали бизнесмен Дмитрий Мазуров и экс-коллега мэра Москвы Владимир Калашников. Завод задолжал банку $2,9 млрд и подал на банкротство. 30 декабря 2019 года Арбитражный суд Тюменской области признал завод банкротом. В мае 2021 года куплен с аукциона ООО «Русинвест» за 110,867 млрд руб.